# Museo del merletto a tombolo
Il museo del merletto a tombolo è ospitato presso Palazzo Fanzago a Pescocostanzo, in provincia dell'Aquila.

## Storia
Lo sviluppo del tombolo a Pescocostanzo si fa risalire alla seconda metà del quattordicesimo secolo quando, a seguito del terremoto dell'Italia centro-meridionale del 1456, nel paese arrivarono maestranze lombarde che portarono tradizioni artigianali come la lavorazione della filigrana in oro, della pietra, del ferro battuto e del merletto.
Per salvaguardare la tradizione del merletto, negli anni novanta il Comune di Pescocostanzo ha istituito all'interno del Palazzo Fanzago la Scuola per il Tombolo e la Mostra Museo Mercato dell'Artigianato.
Mentre la scuola è dedicata alla formazione di artigiani attraverso tutte le fasi della lavorazione, che vanno dal disegno, alla stampa, alla scelta dei materiali fino alla lavorazione del merletto, il museo illustra le fasi di lavorazione e gli strumenti utilizzati per il tombolo, con una raccolta di merletti antichi provenienti da privati e da corredi ecclesiastici.

## Collezioni
Le collezioni esposte a Palazzo Fanzago sono organizzate su due piani. Al 1º piano sono esposti prodotti dell'artigianato artistico locale, come tappeti, ferro battuto, legno intagliato, oreficeria e pietra lavorata.
Al 2º piano il museo del merletto a tombolo è ospitato su due stanze, con lavori storici e realizzazioni recenti, come una composizione detta "Colazione del Principe", che ricostruisce una tavola imbandita con i prodotti dell'artigianato abruzzese, che vanno dalla tovaglia con il merletto a tombolo di Pescocostanzo alle stoviglie in ceramica di Castelli.